# NGC 7216
NGC 7216 (другие обозначения — PGC 68291, ESO 76-3) — галактика в созвездии Индеец.
Этот объект входит в число перечисленных в оригинальной редакции «Нового общего каталога».